# Tailhac
Tailhac är en kommun i departementet Haute-Loire i regionen Auvergne-Rhône-Alpes i centrala Frankrike. Kommunen ligger i kantonen Pinols som tillhör arrondissementet Brioude. År 2022 hade Tailhac 63 invånare.

## Befolkningsutveckling
Antalet invånare i kommunen Tailhac
| Referens: INSEE |